# Distrikt San Pedro de Huacarpana
Der Distrikt San Pedro de Huacarpana liegt in der Provinz Chincha der Region Ica im Südwesten von Peru. Der Distrikt wurde am 22. September 1951 gegründet. Er besitzt eine Fläche von 2ß7 km². Beim Zensus 2017 lebten 1032 Einwohner im Distrikt. Im Jahr 1993 lag die Einwohnerzahl bei 1357, im Jahr 2007 bei 1576. Die Distriktverwaltung befindet sich in der 3796 m hoch gelegenen Ortschaft San Pedro de Huacarpana mit 291 Einwohnern (Stand 2017). San Pedro de Huacarpana befindet sich 45 km nordnordöstlich der Provinzhauptstadt Chincha Alta.

## Geographische Lage
Der Distrikt San Pedro de Huacarpana liegt im äußersten Nordosten der Provinz Chincha. Die Längsausdehnung in NW-SO-Richtung beträgt 30 km, die maximale Breite etwa 12 km. Der Distrikt liegt in den Bergen der peruanischen Westkordillere. Der Distrikt ist in zwei Teile gegliedert. Der südwestliche Teil wird über die Quebrada Yanac nach Süden hin entwässert. Dort befindet sich als Hauptort Liscay mit 281 Einwohnern. Der Río San Juan (auch Río Tantara) fließt entlang der östlichen Distriktgrenze und entwässert dabei den nordöstlichen Distriktteil. 
Der Distrikt San Pedro de Huacarpana grenzt im Süden und im Südwesten an Distrikt San Juan de Yanac, im Westen an den Distrikt Chavín, im Norden an die Distrikte Azángaro und Madean (beide in der Provinz Yauyos) sowie im Osten an die Distrikte Chupamarca, Tantara und Huamatambo (alle drei in der Provinz Castrovirreyna).